# Marco Ureña
Marcos Danilo Ureña Porras, noto semplicemente come Marco Ureña (San José, 5 marzo 1990), è un calciatore costaricano, attaccante del Cartaginés.

## Carriera

### Nazionale
Viene convocato per la Copa América Centenario negli Stati Uniti.
È stato poi convocato per Russia 2018.

## Palmarès

### Club

#### Competizioni nazionali
- Campionato costaricano: 2

Alajuelense: Verano 2010-2011, Invierno 2010-2011
- Campionato danese: 1

Midtjylland: 2014-2015

### Nazionale
- Campionato nordamericano di calcio Under-20: 1

2009